# Лубрикатор

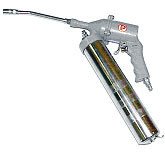
Пневматичний лубрикатор.

Лубрика́тор (рос. лубрикатор, англ. lubricator, нім. Lubrikator m, Schmiervorrichtung f, Schmierpresse f) — автоматично діючий прилад для подачі мастила під тиском на поверхні тертя машини.
У свердловинних технологіях, лубрикатор — це труба, що має на одному кінці фланець, а на іншому — сальник для ущільнення дроту або кабелю, на якому опускається прилад у свердловину. При опусканні глибинних приладів у працюючі свердловини з надлишковим тиском на гирлі використовують лубрикатори, які встановлюють на фонтанній арматурі.